# Mécanique d'art
La mécanique d'art désigne l'ensemble des principes, des techniques et des savoir-faire de la mécanique, plus particulièrement de la mécanique de précision, afin de créer une œuvre d'art, dotée d'un mouvement mécanique. Elle réunit des compétences scientifiques, techniques et artistiques. La mécanique d'art regroupe des créations comme l’horlogerie d’art, les automates d'art et androïdes, les sculptures et tableaux animés, les boîtes à musique, les serinettes et les oiseaux chanteurs.
La mécanique d'art permet d'utiliser les principes et le savoir-faire de la mécanique de précision au plus haut niveau et d'y ajouter une dimension artistique afin de créer une œuvre unique, qui n'a pas forcément de finalité pratique, mais qui apporte de la beauté, qui s'adresse aux sens, aux émotions, aux intuitions ou à l'intellect. Si les éléments mécaniques sont en général un moyen de création artistique, ils peuvent également constituer une fin en soi dans la mesure où ils sont mis en valeur, visibles comme dans certains automates d'art ou mécanismes d'horlogerie dont le mouvement est apparent et participe donc à la beauté de l'objet. L’objet de mécanique d’art doit être animé par des fonctions exclusivement mécaniques et doit transmettre une forte émotion, quelle qu’en soit sa nature. Sa motorisation peut être à poids, à ressort, manuelle et même électromécanique.

## Histoire

### Horlogerie

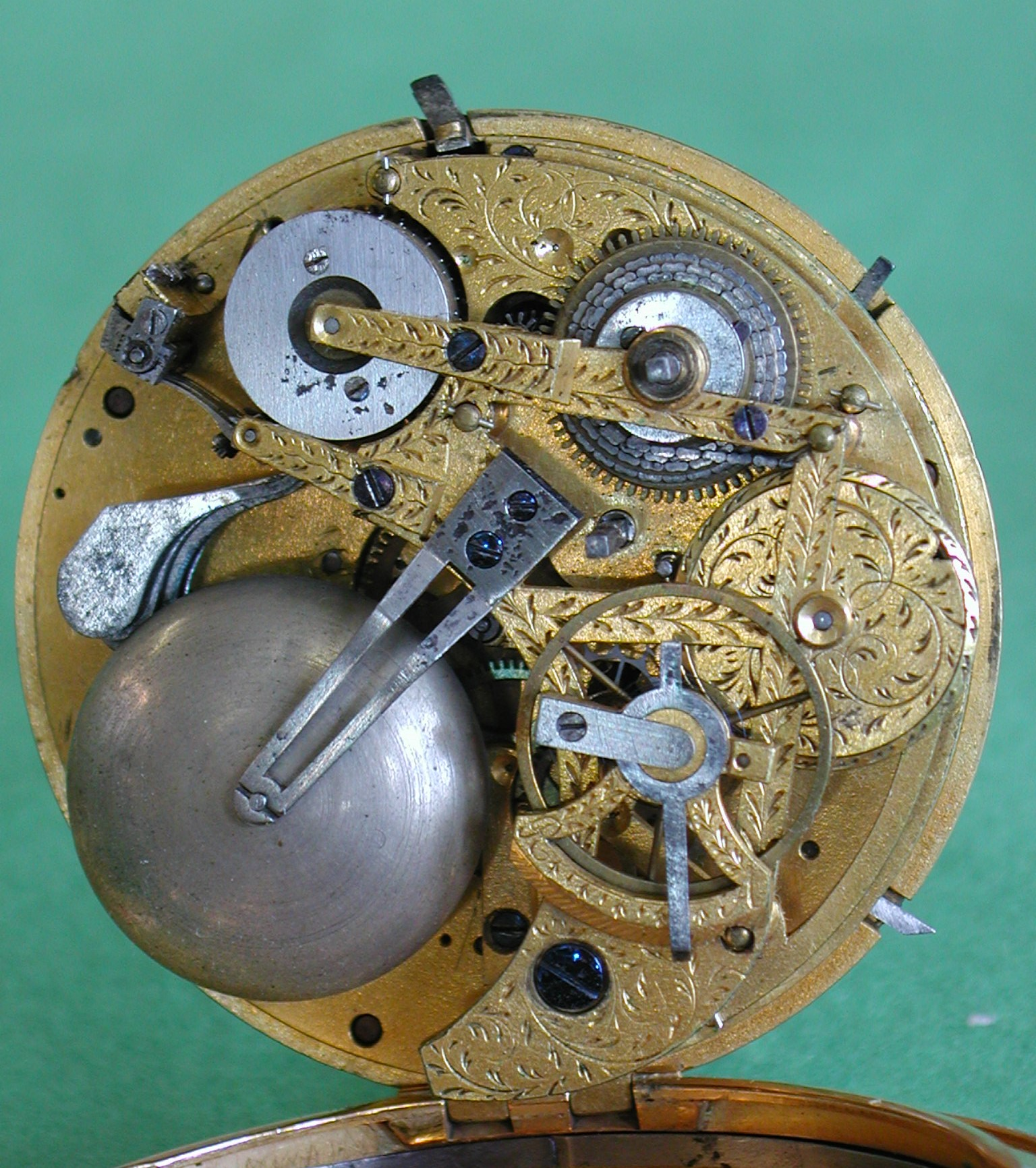
Mécanisme de montre à carillon.

L'horlogerie artisanale produisant des pièces uniques ou de très petites séries est présente dans l'Arc jurassien franco-suisse depuis l’arrivée des horlogers français consécutive à la révocation de l’édit de Nantes. Au XVIIe siècle déjà, l’horlogerie artisanale genevoise produisait des pièces de mécanique d’art. Même phénomène avant 1750 à La Chaux-de-Fonds. À la fin du XVIIIe siècle, des montres étaient produites à Sainte-Croix. En 1793, Abraham-Louis Breguet y fit l’acquisition d’un « mouvement de montre en blanc ». Cette activité artisanale s’est développée, notamment en Suisse dans les Montagnes neuchâteloises, à Sainte-Croix et à la Vallée de Joux. De nos jours, des artisans perpétuent ce savoir-faire et l’on peut citer entre autres la manufacture Greubel-Forsey à La Chaux-de-Fonds, Kari Voutilainen (en) à Môtiers (Val-de-Travers), Vianney Halter et la Manufacture De Bethune à Sainte-Croix, Philippe Dufour au Chenit (Vallée de Joux).

### Pendulerie

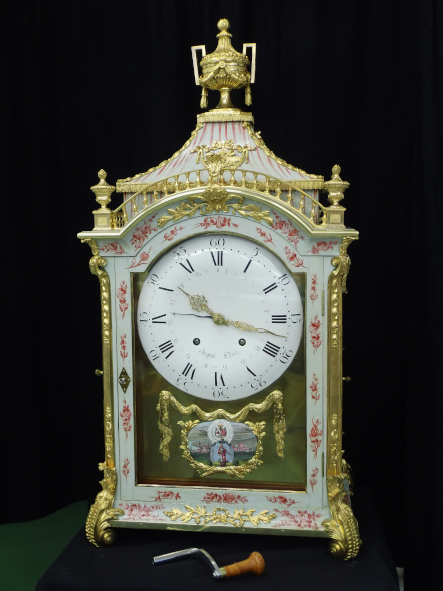
Pendule à jeu de flûtes Jaquet-Droz, 1784.

Tout comme l'horlogerie, la pendulerie est également très présente dans l'arc jurassien dès le XVIIIe siècle. Ainsi, les pendules neuchâteloises ont longtemps eu leur place dans les maisons et elles ont connu leur âge d'or à partir des années 50,,,. Cependant l'intérêt pour celles-ci a fortement diminué. Seuls quelques rares restaurateurs entretiennent encore ce savoir-faire comme Michel Parmigiani (Fleurier) à ses débuts, Jean-Marc Matthey (Evilard) ou, dans la région de Sainte-Croix, Dominique Mouret qui s’établit en tant que pendulier-restaurateur spécialisé dans les pendules à complications, à musique et à automates dès l’ouverture du Centre International de la Mécanique d’Art en 1985.

### Automates d’art

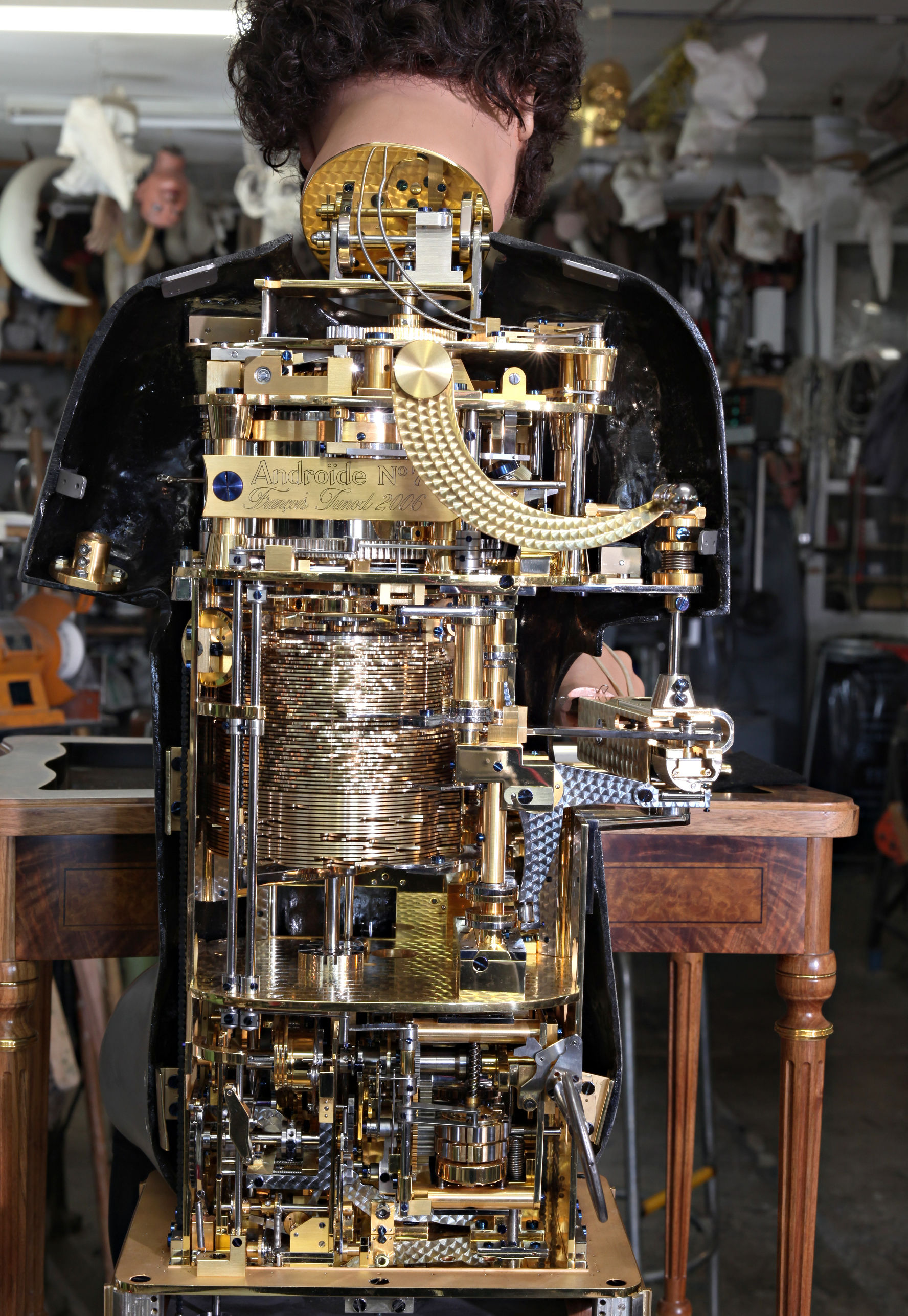
Androïde No 7 "Pouchkine", réalisation François Junod, 2006.

L'automate d'art a été développé au XVIIIe siècle, en particulier par Jacques de Vaucanson, puis par Pierre Jaquet-Droz, son fils et Jean-Frédéric Leschot, ainsi que les Maillardet. La Maison Roullet-Decamps et l'Atelier Vichy (France) ont créé aux XIXe et XXe siècles nombre d'automates ludiques ou publicitaires. À L'Auberson/Sainte-Croix (Vaud), dès les années 1950, les frères Baud et Guido Reuge, par leur savoir-faire dans la mécanique d’art, ont notamment attiré Claude Marchal (collectionneur) et Michel Bertrand, technicien de la Maison JAF (Les Jouets & Automates Français, successeurs de la Maison Vichy). Ce dernier a, dans les années 1980, initié François Junod qui donnera un nouvel essor à la création et à la fabrication des automates d'art,. Cet automatier est connu dans le monde entier pour ses créations comme le carrousel réalisé pour la ville de Leganés (Espagne), ou l'androïde No 7 dit « Pouchkine », écrivain et dessinateur, qui fera date dans l’histoire comme étant le premier automate d'art avec un système aléatoire capable de générer 1458 poèmes différents assortis d'un dessin sélectionné par sa mémoire mécanique,.

### Boîtes à musique

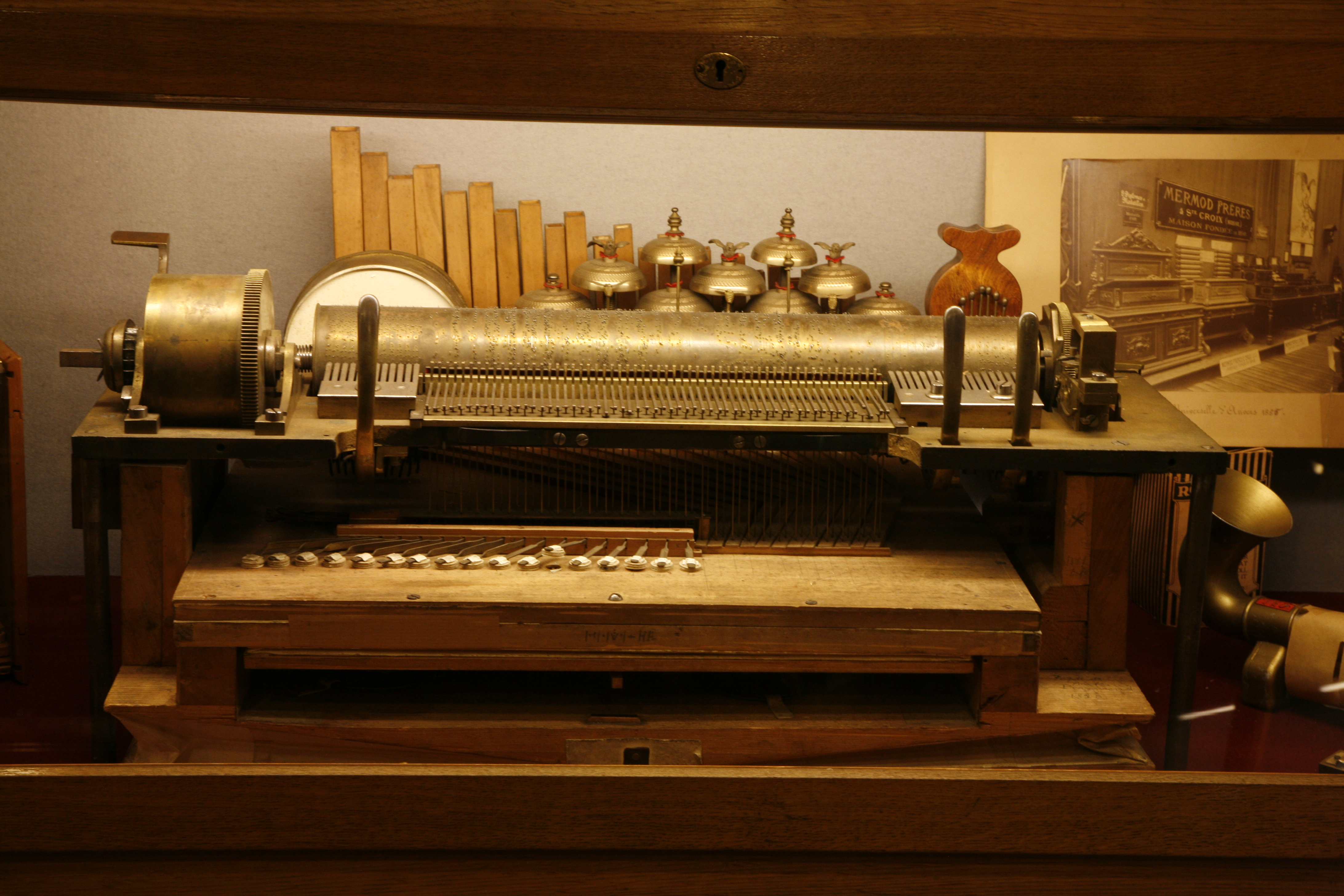
Boîte à musique, Musée Baud, L'Auberson, Suisse.

Les premières créations relevant de la mécanique d'art datent de la Renaissance,,. À l'exception de réalisations ponctuelles antérieures, la paternité de la boîte à musique, sous sa forme actuelle, est attribuée au genevois Antoine Favre en 1796. La production s'est d’abord développée à Genève puis à Sainte-Croix (canton de Vaud, Suisse),,, considérée dès le début du XXe siècle comme la capitale mondiale de la boîte à musique marquant profondément cette région. De nos jours, l'entreprise Reuge SA y crée et fabrique encore des modèles aussi bien traditionnels que contemporains. Michel Bourgoz à l'Auberson compte parmi les derniers artisans capable de restaurer des boîtes à musique, des cartels et certains instruments de musique mécanique,,.
La boîte à musique relève de la mécanique d'art dans la mesure où elle utilise des principes et un savoir-faire pour produire mécaniquement des sons authentiques. La dimension artistique est donnée par l'arrangeur qui adapte une partition musicale aux possibilités offertes par le mécanisme (nombre de lames et de goupilles ou picots) et par l'accordeur qui ajuste la tonalité des lames de manière artisanale.

### Oiseaux chanteurs

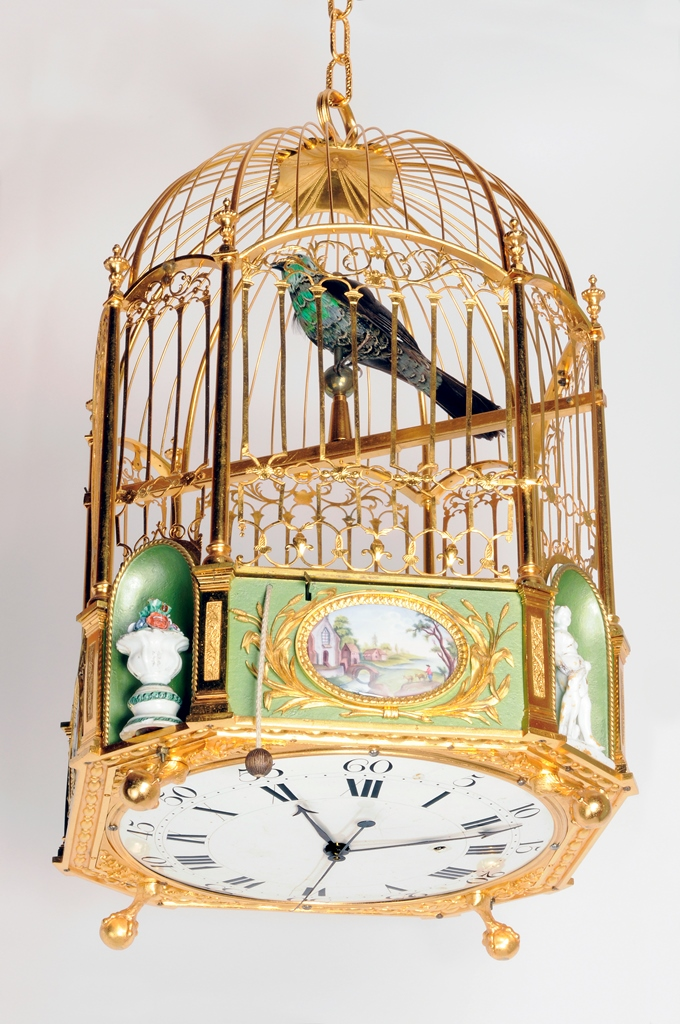
Pendule d'alcôve attribuée à Pierre Jaquet-Droz, La Chaux-de-Fonds (vers 1750-1780) © Musée d'horlogerie du Locle - Château des Monts, Le Locle, Suisse

Dès la seconde moitié du XVIIIe siècle apparaît l’automate oiseau chanteur qui est une mécanisation de la serinette. Il est présent au sommet de cartels ou dans des pendules de vestibule prenant la forme de cages à oiseaux, dont Jaquet-Droz et Leschot se feront une spécialité. Ces pièces renferment un mécanisme à jeu de flûtes animant le ou les oiseaux (tournant sur lui-même et bougeant le bec, les ailes et la queue) ainsi qu’un mécanisme d’horlogerie. L’invention du sifflet à piston - attribuée à Leschot - va permettre la miniaturisation du mécanisme qui sera logé au sein d’une tabatière où prend place un petit oiseau mécanique reprenant les fonctions précitées. Ces créations connaîtront un développement important avec Jacob Frisard, les Maillardet, les frères Rochat et les Bruguier. La Maison Bontemps, à Paris, en réalisera des variantes simplifiées. Le stock de cette entreprise sera racheté au milieu des années 1960 par la Maison Reuge SA à Sainte-Croix (Suisse) qui perpétue cette fabrication. D’autre part quelques pièces uniques à oiseau chanteur ont été créées depuis les années 1990 par des artisans comme Pierre André Grimm, Nicolas Court et François Junod qui a déposé un brevet pour la montre "Charming Bird" (sans soufflet, mais avec système en tubes saphir), le premier oiseau chanteur dans une montre et le plus petit au monde.

## Métiers et formation
Sainte-Croix et sa région (Suisse) réunissent l'ensemble des métiers et des savoir-faire dans le domaine de la mécanique d'art qui est le fait d’artisans ayant contribué à l’essor d’une production industrielle suisse (phonographes, appareils de cinéma, machines à écrire) d’entreprises telles que Paillard et Thorens,. Au déclin de celles-ci, dans les années 1970, des artisans, toujours présents et bénéficiant de ce tissu de compétences, ont, par leur créativité, donné un nouvel élan à l’expression contemporaine de la mécanique d’art.
La région de Sainte-Croix abrite une école technique, Le Centre professionnel du Nord Vaudois (CPNV), fondée en 1907 et trois musées : le Musée des Arts et Sciences et son Atelier de mécanique ancienne du Dr Wyss (prix de la Fondation et Association pour le Patrimoine culturel romand, 2010), le Musée Baud et le Centre international de la mécanique d'art (CIMA) qui collaborent étroitement avec ces mêmes artisans, créateurs et restaurateurs.
En 2018 a eu lieu la première session de la formation en mécanique d’art nouvellement créée dans le but de valoriser et d’assurer la transmission des savoir-faire en mécanique d’art,.

## Reconnaissance
Les savoir-faire en mécanique horlogère et mécanique d'art sont inscrits sur la liste représentative du patrimoine culturel immatériel de l'humanité en décembre 2020 par l'UNESCO.

#### Revues
- Revue trimestrielle Musiques mécaniques vivantes de l'Association des amis des instruments et de la musique mécanique AAIMM
- Revue de la Musical Box Society international.
- Revue de la Musical Box Society of Great Britain.

### Galerie
|                                                    |
| Outillage pour la fabrication de boîtes à musique. |

|                                                        |
| Boîte de gare, réalisation Auguste Lassueur vers 1887. |

|                                                   |
| Mécanisme de cage à oiseaux chanteurs, vers 1785. |